# John Van Druten
John Van Druten est un dramaturge, metteur en scène de théâtre, scénariste et écrivain naturalisé américain, d'origine britannique, né John William Van Druten à Londres (Angleterre) le 1er juin 1901, décédé à Indio (Californie) le 19 décembre 1957.

## Biographie
Né d'un père d'origine néerlandaise et d'une mère britannique, il étudie à Londres et, après avoir envisagé le droit, s'oriente définitivement vers l'écriture. Sa première pièce de théâtre, The Return Half, est publiée en 1924 et sa dernière, I've got Sixpence, en 1952 (il en écrira vingt-cinq autres dans l'intervalle). Sa deuxième pièce, Young Woodley, est créée à New York (à Broadway) en 1925, avant d'être produite en Angleterre. Bien qu'étant régulièrement joué dans son pays natal dès la fin des années 1920, il choisit de s'installer aux États-Unis et sera naturalisé américain en 1944.
À Broadway, en 1932, il s'essaie à une première mise en scène avec There's always Juliet, l'une de ses pièces. Il en dirigera régulièrement à partir des années 1940, dans les théâtres new-yorkais, jusqu'en 1952. Une autre d'entre d'elles, La Voix de la tourterelle, créée en 1943, sera représentée 1.557 fois (!) jusqu'en 1948, année où elle sera également adaptée et jouée à Paris. Hormis ses propres œuvres, John Van Druten mettra en scène un autre gros succès, la comédie musicale Le Roi et moi, créée à Broadway en 1951, et dont il dirigera aussi les représentations en Angleterre à partir de 1953. La pièce The Duchess and the Smugs (qu'il n'a pas écrite) sera son ultime mise en scène, en Angleterre, durant la saison 1954-1955.
Sa pièce I Remember Mama (d'après un best-seller de la romancière Kathryn Forbes), créée en 1944 — avec le jeune Marlon Brando dans son premier rôle à Broadway —, sera d'abord adaptée au cinéma en 1948, avant de l'être sous forme d'une comédie musicale, portant le même titre et créée en 1979, avec notamment Liv Ullmann, sur une musique de Richard Rodgers. Une autre de ses pièces, I am a Camera (créée en 1951), inspirera la célèbre comédie musicale Cabaret créée en 1966, elle-même adaptée au cinéma en 1972.
John Van Druten sera également scénariste pour Hollywood, adaptant parfois ses propres pièces au cinéma, entre 1931 et 1958 (le dernier film auquel il contribue, Adorable voisine — d'après sa pièce créée en 1950, Bell, Book and Candle — sort l'année suivant son décès prématuré). Sa pièce Old Acquaintance (créée à Broadway en 1940), est scénarisée par lui pour un film de 1943, L'Impossible Amour, qui fera l'objet d'un remake en 1981, Riches et Célèbres (ultime réalisation de George Cukor). Il sera aussi scénariste pour la télévision, à l'occasion de trois téléfilms (deux en 1938, le dernier en 1953).
Il est aussi l'auteur de deux autobiographies, de deux romans et d'un ouvrage plus théorique sur la dramaturgie.

## Cinéma
comme scénariste (filmographie complète)
- 1931 : Déloyale (Unfaithful) de John Cromwell
- 1937 : La Force des ténèbres (Night must fall) de Richard Thorpe
- 1937 : La Vie privée du tribun (Parnell) de John M. Stahl
- 1939 : Autant en emporte le vent (Gone with the Wind) de Victor Fleming, George Cukor et Sam Wood (collaborateur non crédité)
- 1939 : Raffles, gentleman cambrioleur (Raffles) de Sam Wood
- 1940 : Double Chance (Lucky Partners) de Lewis Milestone
- 1941 : My Life with Caroline de Lewis Milestone
- 1943 : L'Impossible Amour (Old Acquaintance) de Vincent Sherman (d'après sa pièce)
- 1943 : Et la vie recommence (Forever and a Day) d'Edmund Goulding, Cedric Hardwicke et divers
- 1943 : Johnny le vagabond (Johnny Come Lately) de William K. Howard
- 1944 : Hantise (Gaslight) de George Cukor
- 1947 : L'Aventure à deux (The Voice of the Turtle) d'Irving Rapper (d'après sa pièce)
- 1958 : Adorable Voisine (Bell, Book and Candle) de Richard Quine (d'après sa pièce)

## Théâtre
Pièces, comme auteur, sauf mention contraire
À Broadway
- 1925-1926 : Young Woodley
- 1928 : Diversion, avec Leo G. Carroll, Cathleen Nesbitt
- 1931 : After All, avec Humphrey Bogart, Helen Haye, Walter Kingsford
- 1932 : There's Always Juliet, avec Edna Best, Herbert Marshall, Dame May Whitty (+ mise en scène)
- 1934-1935 : The Distaff Side, avec Sybil Thorndike
- 1935 : Flowers of the Forest, produite par Katharine Cornell, avec John Emery, Margalo Gillmore, Burgess Meredith, Charles Waldron, Katharine Cornell
- 1935 : Most of the Game, avec Robert Douglas, Joshua Logan
- 1940 : Leave Her to Heaven, avec Francis Compton, Lowell Gilmore, Edmond O'Brien
- 1940-1941 : Old Acquaintance, avec Kent Smith
- 1942 : Gratefully Yours, mise en scène par (et avec) Constance Collier
- 1942 : Solitaire, avec Victor Kilian et Patricia Hitchcock
- 1942-1943 : The Damask Cheek, coécrite par Lloyd Morris, avec Celeste Holm, Flora Robson, Zachary Scott (+ mise en scène)
- 1943-1948 : La Voix de la tourterelle (The Voice of the Turtle), avec Elliott Nugent (Alan Baxter en alternance), Margaret Sullavan (Betty Field en alternance) (+ mise en scène)
- 1944-1946 : I Remember Mama, d'après le roman Mama's Bank Account de Kathryn Forbes, produite par Richard Rodgers et Oscar Hammerstein II, avec Marlon Brando, Mady Christians, Oscar Homolka
- 1945-1946 : The Mermaids singing, avec Walter Abel, Frieda Inescort (+ mise en scène)
- 1947 : The Druid Circle, avec Leo G. Carroll (+ mise en scène)
- 1948-1949 : Make Way for Lucia, d'après les écrits d'Edward Frederic Benson, avec Isabel Jeans, Kurt Kasznar, Ivan F. Simpson, Philip Tonge (+ mise en scène)
- 1950-1951 : Bell, Book and Candle, avec Rex Harrison, Lilli Palmer (+ mise en scène)
- 1951-1952 : I Am a Camera, avec Julie Harris (+ mise en scène)
- 1951-1954 : Le Roi et moi (The King and I), comédie musicale, musique de Richard Rodgers, livret et lyrics d'Oscar Hammerstein II, chorégraphie de Jerome Robbins, d'après le roman Anna et le Roi de Siam (Anna and the King of Siam) de Margaret Landon, avec Yul Brynner (Alfred Drake en alternance), Gertrude Lawrence (Celeste Holm ou Patricia Morison en alternance), Sal Mineo (comme metteur en scène uniquement)
- 1952 : I've got Sixpence, avec Viveca Lindfors, Edmond O'Brien (+ mise en scène)

En Angleterre
(sélection)
- 1927-1928 : Young Woodley, avec Derrick De Marney, Frank Lawton, Jack Hawkins (à Londres)
- 1928-1929 : Young Woodley, avec Frank Lawton (reprise, à Bristol)
- 1928-1929 : After All, avec Helen Haye, Una O'Connor (à Londres)
- 1931 : London Wall, avec John Mills (à Londres)
- 1931-1932 : After All, avec Rex Harrison (à Bristol)
- 1932 : Behold, we live, avec Gertrude Lawrence, Gerald du Maurier (à Londres)
- 1933-1934 : The Distaff Side, avec Sybil Thorndike (à Londres)
- 1941-1941 : Old Acquaintance (à Londres)
- 1944-1945 : Old Acquaintance (à Bristol)
- 1950-1951 : The Damask Cheek (à Bristol)
- 1952-1953 : Old Acquaintance (à Bath)
- 1953-1956 : Le Roi et moi, comédie musicale pré-citée (à Londres et Bristol) (comme metteur en scène uniquement)
- 1954-1955 : The Duchess and the Smugs de Pamela Frankau et Ethel Borden (à Bristol) (comme metteur en scène uniquement)
- 1954-1956 : Bell, Book and Candle, mise en scène par Rex Harrison (à Londres puis Bristol), avec Kay Kendall et Robert Flemyng à Bristol
- 1956-1957 : Bell, Book and Candle, avec Peter Jeffrey (à Bristol)

À Paris
- 1948 : La Voix de la tourterelle, avec Arlette Thomas, Jean-Pierre Kérien (au Théâtre de l'Œuvre)

## Note
1. ↑  « https://archives.nypl.org/the/21311 » (consulté le 6 mars 2025)
2. ↑  « https://archives.nypl.org/mss/3134 » (consulté le 6 mars 2025)
3. ↑  Sont indiquées exclusivement ci-dessus, à la rubrique "Théâtre", les représentations données du vivant de l'auteur.